# Fatou Saine Gaye
Fatou Saine Gaye (geb. am 11. August 1974 in Banjul) ist eine gambische Unternehmerin.

## Leben
Fatou Saine Gaye kam als Kind von Momodou Saine und Jankeh Njie zur Welt. Sie besuchte zunächst von 1984 bis 1989 die Methodist Primary School, anschließend bis 1994 die St. Joseph’s High School. Nach ihrem Abschluss ging sie bis 1996 zum Institute of Continuous Education. Das folgende Studium am Emile Woolf College schloss sie mit einem Zertifikat der Association of Chartered Certified Accountants ab. Später war sie bei City Banking England und dem Chartered Institute of Banking. 2005 kehrte sie für acht Monate nach Gambia zurück und arbeitete für die First International Bank, ehe sie wieder nach Großbritannien zog, wo sie verschiedenen Tätigkeiten nachging.
Nachdem sie insgesamt sieben Jahre in der Branche gearbeitet hatte, gründete sie im Dezember 2007 den Gaye Njorro Plus Beauty Saloon in der Nähe des Brusubi Turntable. Im Februar 2009 wandelte sie ihren Salon in eine Lehreinrichtung um, die School of Hair Dressing & Cosmetology (später Gaye Njorro Skills Academy), die zu Beginn zunächst 15 Schülerinnen und Schüler hatte. Bei der Gründung wurde sie vom Women’s Bureau und dem Social Development Fund (SDF) gefördert.
Neben den klassischen Tätigkeiten als Frisörin oder Frisör werden dort auch unter anderem kaufmännische Kenntnisse, IT-Kenntnisse, Kosmetik, Handwerk, Kochen und Catering vermittelt. Die Schule wird von der Gaye Njorro Hair Plus Foundation for the Empowerment of the Youths betrieben, deren Direktorin Saine Gaye ist und ist von der National Training Authority (NTA) akkreditiert.
Bis Anfang 2019 wurden dort insgesamt mehr als 2000 Personen weitergebildet.
2011 wurde in Farafenni eine Außenstelle der Akademie eingerichtet, wo bis Anfang 2019 rund 600 Menschen Weiterbildungen belegten.
Saine Gaye  leitete um 2019 auch Kurse für EMPRETEC-Programme und die Gambia Chamber of Commerce and Industry (GCCI). Außerdem war sie um 2019/2020 Vorsitzende der Gambian Talents Promotion.
Saine Gaye ist verheiratet und hat mehrere Kinder.

## Auszeichnungen
Gayes Engagement wurde verschiedentlich als Unterstützung der Bedeutung der Frauen in der gambischen Gesellschaft gewürdigt. Nach eigener Aussage trage sie damit zum Empowerment von jungen Frauen bei, die oft keiner sinnvollen Tätigkeit nachgingen.
2016 wurde ihr für ihr Engagement der Social Entrepreneurship Prize bei den Women in Business Awards der Konferenz der Vereinten Nationen für Handel und Entwicklung (United Nations Conference on Trade and Development, UNCTAD) verliehen.
2018 zeichnete die Gambia Chamber of Commerce and Industry (GCCI) sie als Business Woman of the Year aus.
2020 wurde sie als eine von wenigen Frauen für die Acumen West Africa Fellows 2020 nominiert.